# Glen Baxter

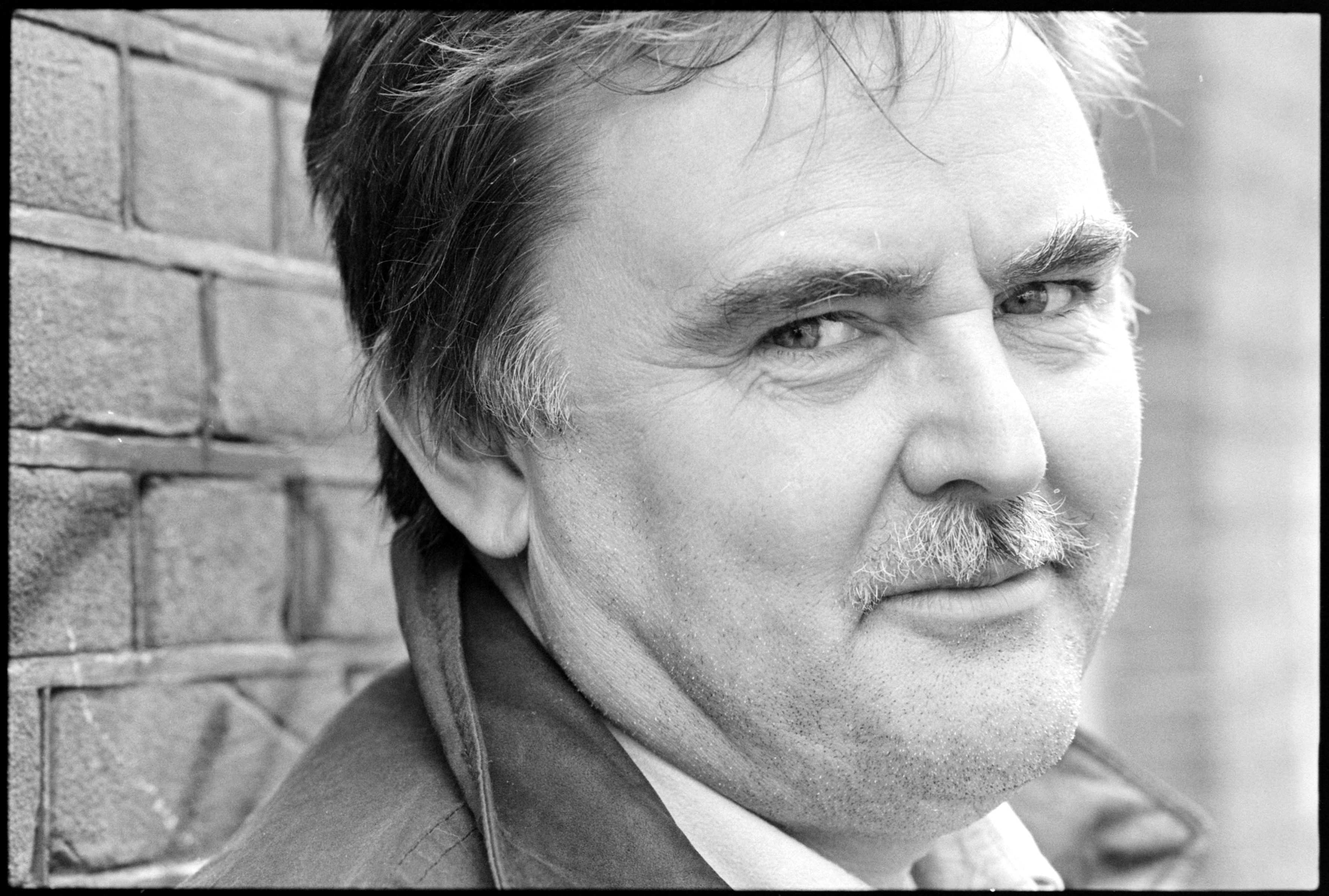
Glen Baxter, 1992

Glen Baxter (* 4. März 1944 in Leeds) ist ein englischer Cartoonist und Autor.

## Leben und Werk
Glen Baxter entstammt einer Arbeiterfamilie und besuchte das Leeds College of Art. In London arbeitete er als Lehrer, begann zu zeichnen und veröffentlichte seine ersten Gedichte. Sein erstes Buch mit gesammelten Cartoons erschienen 1977 unter dem Titel Atlas in den Niederlanden, zwei Jahre später in England. Neben den Cartoons schuf er Bildromane wie das auch auf Deutsch erschienene The Billiard Table Murders.
Baxters Cartoons bestehen in der Regel aus einem Bild mit zugehöriger Bildunterschrift, deren absurder Witz erst durch die Kombination von Text und Bild entsteht. Nach eigener Aussage haben ihn Dadaisten und Surrealisten wie Max Ernst, Giorgio de Chirico, André Breton und René Magritte beeinflusst. Baxters Humor wurde mit dem der Monty Pythons und der Goon Show verglichen und über das Buch Die Billardtischmorde schrieb der Spiegel: 
ein im Stil alter Kriminaljournale gezeichnetes Kompendium des Aberwitzes. Wiederkehrende Motive sind wagemutige Forscher (oft im Augenblick des Scheiterns), Cowboys und Schulkinder.
Baxters Arbeiten erschienen auch in einigen britischen Zeitschriften sowie im New Yorker und in Variety.

## Bibliographie
- 1979: Atlas (Atlas 1988, Zweitausendeins)
- 1981: The Impending Gleam
- 1983: His Life: The Years of Struggle
- 1986: Jodpurs in the Quantocks
- 1989: Welcome to the Weird World of Glen Baxter
- 1990: L’heure du thé
- 1990: Ma vie: le jeunes années
- 1990: The Billiard Table Murders (Die Billardtischmorde 1991, Insel, ISBN 3-458-16211-9)
- 1992: Glen Baxter Returns to Normal
- 1994: The Collected Blurtings of Baxter
- 1994: The Further Blurtings of Baxter
- 1995: The Wonder Book of Sex (1995) (Glen Baxters wundersame Welt der Erotik 1996, Goldmann, ISBN 3-442-30652-3).
- 1997: Glen Baxter’s Gourmet Guide
- 1999: Blizzards of Tweed
- 2002: Trundling Grunts
- 2002: The Unhinged World of Glen Baxter
- 2004: Loomings Over the Suet
- 2012: Colonel Baxter’s Dutch Safari

## Nachweise
1. 1 2 3 4  Glen Baxter bei Lambiek.net
2. 1 2  Glen Baxter - Sein Leben, sein Werk in der Sendung metropolis (Memento vom 19. Juni 2013 im Webarchiv archive.today)
3. ↑  King of the surreal Harriet Lane in: The Observer, 12. Dezember 2004
4. ↑  Henry Glass: in SPIEGEL SPECIAL 3/1991